# Super Trunfo
Super Trunfo é um jogo de cartas colecionáveis distribuído no Brasil pela Grow, que consiste em tomar todas as cartas em jogo dos outros participantes por meio de escolhas de características de cada carta (ex: velocidade, altura, longevidade). O jogo comporta de dois a oito participantes e tem classificação livre, podendo ser disputado por qualquer pessoa alfabetizada.
O jogo é caracterizado pela embalagem plástica simples que vem em uma cartela de papelão, as regras vêm encartadas no verso da própria etiqueta. Tradicionalmente, estão em disputa 32 cartas, divididas em oito grupos de quatro cartas (1A-1D, 2A-2D,… 8A-8D), sendo que uma delas é a carta "Super Trunfo" que ao entrar em disputa pode ser invocada para tomar as outras cartas na mão dos oponentes.
Começou a ser produzido no Brasil nos anos 70, voltado a automóveis e outros veículos, e se popularizou nos anos 80. Atualmente conta com vários temas, entre os tradicionais sobre carros e aviões até os mais novos como Cães de Raça e de super-heróis. Muitos tentaram produzir jogos semelhantes, como o Super Coluna e o 4 Match (que chegaram a rivalizar com o Super Trunfo nos anos 80), mas não são mais produzidos.
Ele pode ser considerado jogo de azar, porque antes de começar o jogo as cartas se misturam e também porque não depende de habilidade alguma do jogador e sim de sorte como prevem os jogos de azar.
É uma versão do popular jogo de origem britânica Top Trumps.
A versão digital deste jogo (disponível para dispositivos móveis) é conhecida como Match4app.

## Variações
O jogo possui diversos temas, incluindo, por exemplo, animais, veículos, países, edições especiais, desporto, etc,

## Super Trunfo online multiplayer
A versão oficial online do Super Trunfo está disponível para se jogar pela internet com outras pessoas no portal de jogos multiplayers Gametrack. O serviço é cobrado em forma de assinaturas (mensais, trimestrais ou semestrais), mas há disponível um período grátis para experimentação. Esta versão do jogo está fiel às regras do original e foi feita sob licença da Grow, pela desenvolvedora brasileira de jogos Devworks.